# Rozseč nad Kunštátem
Rozseč nad Kunštátem é uma comuna checa localizada na região de Morávia do Sul, distrito de Blansko.